# Entalophoroecia balgimae
Entalophoroecia balgimae is een mosdiertjessoort uit de familie van de Plagioeciidae. De wetenschappelijke naam van de soort is voor het eerst geldig gepubliceerd in 1992 door Harmelin & d'Hondt.